# Máximo Valverde
Máximo Carlos González-Valverde Hortal (Sevilla, 14 de noviembre de 1944), más conocido como Máximo Valverde, es un actor de cine, teatro y televisión español.

## Biografía
Su nombre completo es Máximo Carlos. Su familia es originaria de Salteras, donde su progenitor tiene una calle con su nombre. Su padre, Manuel González-Valverde Mateo, fue presidente de la Cámara Agraria de Sevilla durante los años 50. Junto a su esposa, María de Covadonga Hortal García, tuvieron nueve hijos.
Estudió hasta cuarto de Derecho en la Universidad de Sevilla.
En su primera juventud probó suerte en el mundo de los toros logrando tomar la alternativa como matador de toros en Estepona, a manos de Manuel Benítez «El Cordobés». Sin embargo, en 1980 volvería a vestirse de luces, debutando como novillero en la plaza de Algeciras, y continuaría esa actividad esporádicamente durante unos años. Por encima de todo se considera torero antes que actor.
Su debut ante las cámaras se produce en un papel protagonista en la película Fortunata y Jacinta (1970), de Angelino Fons, aunque inicialmente iba a ejercer solo de extra en la película. Inicia así una trayectoria que alcanza cierta notoriedad en la década de los setenta. Valverde recrea en buena parte de los títulos que se suceden en su carrera el papel de galán, contando con un físico agraciado.
Interviene, entre otras en Una chica casi decente (1971), de Germán Lorente; Hay que educar a papá (1971), de Pedro Lazaga; Españolas en París (1971), de Roberto Bodegas; Las Ibéricas F.C. (1971), de Pedro Masó; Casa Flora (1973), de Tito Fernández; Fin de semana al desnudo (1974), de Mariano Ozores, Clara es el precio (1974), de Vicente Aranda, El secreto inconfesable de un chico bien (1976), Manuela (1976), Haz la loca... no la guerra (1976) o Cuando Conchita se escapa no hay tocata (1976), de Luis María Delgado.
Su presencia cinematográfica, sin embargo, comienza a languidecer a partir de los años ochenta, cuando su registro empieza a resultar inadecuado tanto por cambios en los gustos del público como por su propia edad.
Desde entonces su carrera ha sido desigual, con alguna que otra aparición en teatro. Así, en 1984 se une a la vedette Tania Doris como galán en la revista Un reino para Tania. En 2009 se sube de nuevo a los escenarios para protagonizar la obra Tú si que vales, Loli.
En los últimos años ha realizado también algunas incursiones en televisión como las series La casa de los líos (1997) en Antena 3 y Plaza Alta (1998-2000) y Arrayán (2003), para Canal Sur o su presencia en los reality shows La isla de los famosos (2003), ¿Cantas o qué? (2006) y Splash! Famosos al agua (2013).
Recientemente ha protagonizado junto a María José Alfonso y Manuel Zarzo, el largometraje Amalia en el otoño (2020) de Anna Utrecht y Octavio Lasheras.